# Älmhult Station
Älmhult Station er en svensk jernbanestation i Älmhult på Södra stambanan.

## Trafik
Det primære togsystem til og fra Osby, er Öresundståg. De kører mellem Helsingør og Kalmar via bl.a. Emmaboda, Alvesta, Hässleholm, Lund, Malmö og Kastrup. I myldretiden kører der Øresundstog, der ikke kører længere end Älmhult, men standser så ikke i Osby.
Endvidere kører der nogle enkelte SJ Snabbtåg mod Stockholm og Malmö.
| Foregående station          |  | Veolia                       |  | Efterfølgende station  |
| --------------------------- |  | ---------------------------- |  | ---------------------- |
| Osbymod Malmö C             |  | ÖresundstågKalmar            |  | Alvestamod Kalmar C    |
| Foregående station          |  | SJ                           |  | Efterfølgende station  |
| Hässleholm Cmod København H |  | X 2000 København - Stockholm |  | Alvestamod Stockholm C |

| Jernbane | Spire Denne jernbaneartikel er en spire som bør udbygges. Du er velkommen til at hjælpe Wikipedia ved at udvide den. |

56°33′03″N 14°08′12″Ø / 56.5509°N 14.1368°Ø